# Casa de Fusta (Amposta)
La casa de Fusta és un edifici d'Amposta inclòs a l'Inventari del Patrimoni Arquitectònic de Catalunya.

## Descripció
Es tracta d'una casa prefabricada amb l'estructura un mig metre per sobre del terra gràcies a petits pilars de formigó; es compon de planta baixa amb porta central -amb un ràfec triangular de teula plana-, i escales d'accés. La teulada és a quatre vessants, de teula plana en forma d'escates de peix. L'interior està totalment revestit de fusta.
Les finestres són quadrades emmarcades per una petita motllura de fusta per als dos pisos.

## Història
L'any 1926 uns senyors benestants de Barcelona van fundar una societat de caça que, mitjançant un pagament d'arrendament i contracte per deu anys, adquiriren l'autorització necessària per caçar a la llacuna de l'Encanyissada.
Com que necessitaven un habitatge per passar la temporada de caça, i el terreny no era seu, van fer portar la casa de fusta del Canadà, pel preu de 350.000 Ptes. La concessió fou renovada en períodes de deu anys, fins a l'any 1966.
Durant la Guerra Civil fou habitada per la gent del delta cosa que garantí la seva conservació.
L'any 1966 el "Ministerio de Cultura" -Patrimonio Forestal del Estado- va assumir la protecció de les llacunes i, al mateix temps, el patrimoni de la casa. L'any 1978 va passar a disposició de l'Estat, essent la Tancada i l'Encanyissada denominades "Coto Nacional del Delta del Ebro", l'encarregat d'elles fou la ICONA.
L'any 1980 passà a mans de la Generalitat, dins del Departament d'Agricultura, Ramaderia i Pesca (Medi Natural) i l'any 1986 passà a responsabilitat del Parc Natural del Delta de l'Ebre.
L'actual Museu fou iniciat per l'avi Martí, pertanyent a una família que des de fa tres generacions s'ha encarregat del manteniment i la vigilància de l'indret.
Actualment acull el Centre d'Informació del Parc Natural del Delta de l'Ebre i en una de les estances un museu ornitològic, amb 182 exemplars de 134 espècies diferents. Al davant hi ha una torre d'observació per veure la bassa de l'Encanyissada.